# Gabe Newell
Sablon:Személy infobox/rendező
Gabe Logan Newell (1962. november 3.) a Valve Corporation videójáték-fejlesztő cég társalapítója.

## Munkája
Miután elment a Harvard Egyetemről, Gabe 13 évig a Microsoftnál dolgozott, hogy végül „Microsoft Milliomos” legyen. Newell úgy írta le magát, hogy ő az, „aki a Windows első három verzióját készítette”. Michael Abrash példáját követve (aki kilépett a Microsoftból, hogy a Quake-en dolgozzon az id Software-nél) Newell és Mike Harrington kilépett a Microsoftból, és megalapította a Valve-et 1996-ban. Ő és Harrington arra használták a pénzüket, hogy biztosítsák a céget, míg fejlesztették a Half-Life-ot.
A Half-Life 2 fejlesztése közben a Steam projekten dolgozott.
2007-ben Newell azt mondta, hogy teljesen felesleges játékkonzolokra fejleszteni, különösen a PlayStation 3-ra, „csak időpocsékolás” és „több szinten borzalmas ... Csak azt mondom, hogy fejezzék be, és mondják azt, hogy bocsánat, nem fogjuk tovább árulni és kényszeríteni embereket, hogy fejlesszenek rá”. Ezzel szöges ellentétben a 2010-es E3-on Gabe azt mondta a PlayStation 3-ra, hogy egy nagyon jó rendszer, és bejelentette, hogy a Portal 2 a Steamworks-szel fog érkezni, és ez lesz a legjobb verzió konzolon.

## Külső hivatkozások
- Valve Software (angolul)
- Gabe Newell az IMDb-n (angolul)

1. ↑  ALUMNI: Gabe Newell, 2017. november 26. (Hozzáférés: 2023. január 17.)